# Une nuit terrible
Une nuit terrible er en fransk stumfilm fra 1896 af Georges Méliès.